# La Liga 2024/2025
La Liga 2024/2025, ze sponzorských důvodů zvaná LA LIGA EA SPORTS, byla 94. sezónou nejvyšší španělské soutěže.
Titul obhajoval Real Madrid. Svůj 28. titul získala FC Barcelona.

## Týmy
| Tým              | Město           | Stadion                       | Kapacita |
| ---------------- | --------------- | ----------------------------- | -------- |
| Deportivo Alavés | Vitoria-Gasteiz | Mendizorrotza                 | 19 840   |
| Real Valladolid  | Valladolid      | Stadio José Zorrilla          | 27 618   |
| Athletic Bilbao  | Bilbao          | San Mamés                     | 53 289   |
| Atlético Madrid  | Madrid          | Metropolitano Stadium         | 70 000   |
| FC Barcelona     | Barcelona       | Estadi Olímpic Lluís Companys | 49 472   |
| RCD Espanyol     | Barcelona       | Stage Front Stadium           | 40 000   |
| Celta de Vigo    | Vigo            | Abanca-Balaídos               | 29 000   |
| Getafe CF        | Getafe          | Coliseum Alfonso Pérez        | 16 500   |
| Girona FC        | Girona          | Montilivi                     | 13 400   |
| CD Leganés       | Leganés         | Estadio Muncipal de Butarque  | 13 089   |
| UD Las Palmas    | Las Palmas      | Gran Canaria                  | 32 400   |
| RCD Mallorca     | Palma           | Son Moix                      | 23 142   |
| CA Osasuna       | Pamplona        | El Sadar                      | 23 576   |
| Rayo Vallecano   | Madrid          | Vallecas                      | 14 505   |
| Real Betis       | Sevilla         | Estadio Benito Villamarín     | 60 721   |
| Real Madrid      | Madrid          | Estadio Santiago Bernabéu     | 81 044   |
| Real Sociedad    | San Sebastián   | Reale Arena                   | 39 500   |
| Sevilla FC       | Sevilla         | Ramón Sánchez Pizjuán         | 43 858   |
| Valencia CF      | Valencie        | Mestalla                      | 49 430   |
| Villarreal CF    | Villarreal      | Estadio de la Cerámica        | 23 000   |

## Změny před sezónou

### Postupující týmy
Ze Segunda División 2023/2024 postoupili CD Leganés, RCD Espanyol a Real Valladolid. Espanyol a Valladolid postupují po ročním působení v 2. soutěži.

### Sestupující týmy
Z La Ligy 2023/2024 sestupují UD Almería, Cádiz CF a Getafe CF.

## Změny po sezóně

### Postupující týmy
Ze Segunda División 2024/2025 postoupily Levante a Elche. O dalším postupujícím rozhodlo play-off, stal se jím Real Oviedo.

### Sestupující týmy
Sestoupily tři nejhorší týmy, Leganés, Las Palmas a Real Valladolid.

## Tabulka
| Poř. | Tým             | Z  | V  | R  | P  | VG  | OG | B  |
| ---- | --------------- | -- | -- | -- | -- | --- | -- | -- |
| 1.   | FC Barcelona    | 38 | 28 | 4  | 6  | 102 | 39 | 88 |
| 2.   | Real Madrid     | 38 | 26 | 6  | 6  | 78  | 38 | 84 |
| 3.   | Atlético Madrid | 38 | 22 | 10 | 6  | 68  | 30 | 76 |
| 4.   | Athletic Bilbao | 38 | 19 | 13 | 6  | 54  | 29 | 70 |
| 5.   | Villarreal      | 38 | 20 | 10 | 8  | 71  | 51 | 70 |
| 6.   | Real Betis      | 38 | 16 | 12 | 10 | 57  | 50 | 60 |
| 7.   | Celta de Vigo   | 38 | 16 | 7  | 15 | 59  | 57 | 55 |
| 8.   | Rayo Vallecano  | 38 | 13 | 13 | 12 | 41  | 45 | 52 |
| 9.   | Osasuna         | 38 | 12 | 16 | 10 | 48  | 52 | 52 |
| 10.  | Mallorca        | 38 | 13 | 9  | 16 | 35  | 44 | 48 |
| 11.  | Real Sociedad   | 38 | 13 | 7  | 18 | 35  | 46 | 46 |
| 12.  | Valencie        | 38 | 11 | 13 | 14 | 44  | 54 | 46 |
| 13.  | Getafe          | 38 | 11 | 9  | 18 | 34  | 39 | 42 |
| 14.  | Espanyol        | 38 | 11 | 9  | 18 | 40  | 51 | 42 |
| 15.  | Alavés          | 38 | 10 | 12 | 16 | 38  | 48 | 42 |
| 16.  | Girona          | 38 | 11 | 8  | 19 | 44  | 60 | 41 |
| 17.  | Sevilla         | 38 | 10 | 11 | 17 | 42  | 55 | 41 |
| 18.  | Leganés         | 38 | 9  | 13 | 16 | 39  | 56 | 40 |
| 19.  | Las Palmas      | 38 | 8  | 8  | 22 | 40  | 61 | 32 |
| 20.  | Real Valladolid | 38 | 4  | 4  | 30 | 26  | 90 | 16 |

Poznámky:
- Z = Odehrané zápasy; V = Vítězství; R = Remízy; P = Prohry; VG = Vstřelené góly; OG = Obdržené góly; B = Body

Pravidla pro klasifikaci: 1) Body; 2) Gólový rozdíl; 3) vstřelené góly; 4.1) Body získané ve vzájemných zápasech; 4.2) Vstřelené góly ve vzájemných zápasech; 4.3) Play-off
|  | Přímý postup do Ligy mistrů         |
|  | Přímý postup do Evropské ligy       |
|  | Postup do play-off Konferenční ligy |
|  | Sestup do Segunda División          |